# Parafia św. Józefa Robotnika w Kielcach
Parafia św. Józefa Robotnika w Kielcach – kielecka rzymskokatolicka parafia należąca do dekanatu Kielce-Północ.

## Historia
Parafia została erygowana w 1958 roku przez biskupa Czesława Kaczmarka po wydzieleniu jej z parafii św. Wojciecha i parafii Wniebowzięcia NMP. Jednakże ówczesne władze wycofały wydaną wcześniej zgodę na budowę kościoła, w wyniku czego została wybudowana tymczasowa kaplica. Ten stan utrzymywał się do roku 1973, kiedy to ponownie zezwolono na wybudowanie kościoła. Obecny kościół został wybudowany w latach 1975–1984, a po jego ukończeniu rozebrano kaplicę. 19 listopada 1995 świątynia została konsekrowana przez nuncjusza apostolskiego arcybiskupa Józefa Kowalczyka.
Księgi metrykalne oraz kronika parafialna prowadzone są od 1958 roku.

## Terytorium parafii
- Ulice:  Beskidzka, Bieszczadzka, Bukowa, Domaniówka, Janowskiego, Jeleniowska, Jesionowa (numery parzyste), Karczunek, Kasprowicza, Kasztanowa, Klonowa, Kadłubka (dawna Kniewskiego) (numery nieparzyste), Konopnickiej, Loeflera, Miodowa, Modrzewiowa, Nałkowskiej, Norwida, Nowowiejska, Orkana, Piaski, Pienińska, Piesza, Warszawska (od nr 91 do 247), Samsonowicza, Sieje, Staffa, Stara, Struga, Sudecka, Szermentowskiego, Szydłówek Górny, Tatrzańska, Topolowa, Marszałkowska (dawna Toporowskiego), Turystyczna, Wierzbowa, Wiśniowa, Wyspiańskiego, Zamenhofa.

## Proboszczowie
- ks. Tadeusz Cabański (od 1957 do 19 stycznia 1967)
- ks. Jan Kudelski (od 20 stycznia 1967 do 24 czerwca 1998)
- ks. Jan Iłczyk (od 24 czerwca 1998 do 1 września 2023)
- ks. Karol Zegan (od 1 września 2023)

## Zakony
Na terenie parafii znajdują się dwa zakony:
- Zgromadzenie Sióstr Pasjonistek[1]
- Zgromadzenie Sióstr Boskiej Opatrzności z Francji